# Nanoelektronika
Nanoelektronika – termin odnoszący się do komponentów elektronicznych (zwykle tranzystorów) opartych na strukturach nanometrowych. Przy tak małych rozmiarach znaczenie mają efekty kwantowe, takie jak zjawiska spinowe, tunelowanie kwantowe oraz niepodzielność i dyskretność stanów elektronowych.
Obecnie (2020) dostępne mikroprocesory są produkowane w procesie technologicznym 7 nm (porównywalnym z najmniejszym wymiarem elementu). Postęp w produkcji coraz mniejszych tranzystorów (patrz prawo Moore'a) ulega spowolnieniu z powodu konieczności wprowadzenia nowych rozwiązań, jak np. fotolitografia EUV (z wykorzystaniem dalekiego ultrafioletu).